# Hanaczów
Hanaczów – wieś, obecnie nieistniejąca, w okresie międzywojennym położona w powiecie przemyślańskim województwa tarnopolskiego. Hanaczów został zniszczony w trakcie dwóch napadów UPA i ostatecznie zburzony przez ekspedycję SS, 2 maja 1944 r. 
Obecnie na terenie Hanaczowa istnieje zabudowa sąsiedniej wsi – Hanaczówki.

## Położenie
Hanaczów leżał u stóp wzgórza o nazwie Zamczysko około 28 km na południowy wschód od Lwowa, w kotlinie pomiędzy wzgórzami.

## Historia
Wieś była miejscem osadnictwa ludzi już w V i IV p.n.e., o czym świadczą odnajdowane wykopaliska. W epoce Grodów Czerwieńskich istniała tu twierdza zabezpieczająca szlak solny z Podkarpacia.
Hanaczów leżał na trasie szlaków tatarskich prowadzących do Lwowa. W XIV w. istniał niewielki zamek, w którym chroniła się ludność w razie napadu. W roku 1394 Hanaczów został ofiarowany przez ówczesnego właściciela Dymitra Wołczkowicza zakonowi ojców franciszkanów. Ludność Hanaczowa była w większości pochodzenia polskiego.
W 1460 roku król Kazimierz Jagiellończyk zwolnił Hanaczów od danin królewskich, ale podlegał on daninom w dobrach klasztornych. W 1642 roku na dżumę wymarło prawie 60 procent ludności Hanaczowa. W 1795 r. powstał nowy, murowany kościół parafialny w miejsce drewnianej kaplicy. W roku 1803 nastąpiła jego konsekracja przez arcybiskupa lwowskiego. W 1848 r. rząd austriacki zniósł pańszczyznę.
W II Rzeczypospolitej wieś należała administracyjnie do powiatu przemyślańskiego województwa tarnopolskiego.

W czasie II wojny światowej we wsi istniał silny ośrodek samoobrony oparty na strukturach Armii Krajowej. W jego skład wchodził też oddział Żydów. Na początku 1944 r. we wsi, jak i sąsiedniej wsi Hanaczówka, mieszkało 3200 osób, w tym też uciekinierzy z Wołynia i sąsiednich wiosek. W latach 1943–1944 nacjonaliści ukraińscy z OUN-UPA w czasie kilku napadów zamordowali w obu wsiach ponad 200 Polaków, rabując i paląc polskie zagrody. 2 maja 1944 r. w walkach z dwiema kompaniami SS, wspartymi 3 czołgami, działami i granatnikami, zginęło w wiosce 16 żołnierzy AK i 30 mieszkańców. Wieś została zniszczona. Wszystkie budynki murowane, które ocalały w czasie napadów UPA, zburzyły pociski niemieckie. Uszkodzeniu uległ też kościół. 

## Ludzie związani z Hanaczowem
- Kazimierz Wojtowicz ps. „Głóg”, „Zbyszek” (ur. w  Hanaczowie) – oficer Armii Krajowej, dowódca obrony Hanaczowa przed UPA, Sprawiedliwy wśród Narodów Świata.
- Alojzy Wojtowicz ps. „Jurand”, „Głowacki” (ur. w  Hanaczowie) – porucznik Armii Krajowej, członek WiN, uczestniczył w obronie Hanaczowa, Sprawiedliwy wśród Narodów Świata. Po drugiej wojnie światowej został dyrektorem szkoły w Mirocinie Górnym.
- Antoni Wojtowicz ps. "Darling", "Hanka" (ur. w  Hanaczowie) – podporucznik Armii Krajowej, członek WiN, uczestnik obrony Hanaczowa, Sprawiedliwy Wśród Narodów Świata. Po wojnie dyrektor szkoły w Kożuchowie.
- Wiktor Blaż - franciszkanin, kapelan oddziału AK w Hanaczowie oraz Brygady Świętokrzyskiej NSZ, misjonarz w Japonii, duszpasterz Polonii w Montrealu[6].
- Leopold Kozłowski-Kleinman – polski pianista, kompozytor, dyrygent, uczestnik obrony Hanaczowa.